# Nations Cup Femenina 2009
La Nations Cup Femenina del 2009 fue la segunda edición del torneo femenino de rugby.

## Equipos participantes
- Selección femenina de rugby de Canadá (Canucks)
- Selección femenina de rugby de Estados Unidos (Eagles)
- Selección femenina de rugby de Francia
- Selección femenina de rugby de Inglaterra (Red Roses)
- Selección femenina de rugby de Sudáfrica

## Posiciones
| Pos. | Equipo         | Encuentros | Encuentros | Encuentros | Encuentros | Tantos  | Tantos    | Tantos     | Puntos Bonus | Puntos Totales |
| Pos. | Equipo         | jugados    | ganados    | empatados  | perdidos   | a favor | en contra | diferencia | Puntos Bonus | Puntos Totales |
| ---- | -------------- | ---------- | ---------- | ---------- | ---------- | ------- | --------- | ---------- | ------------ | -------------- |
| 1    | Inglaterra     | 4          | 4          | 0          | 0          | 126     | 15        | + 111      | 4            | 20             |
| 2    | Estados Unidos | 4          | 2          | 1          | 1          | 76      | 61        | + 15       | 1            | 11             |
| 3    | Francia        | 4          | 1          | 2          | 1          | 52      | 82        | - 30       | 0            | 8              |
| 4    | Canadá         | 4          | 1          | 0          | 3          | 52      | 66        | - 14       | 3            | 7              |
| 5    | Sudáfrica      | 4          | 0          | 1          | 3          | 34      | 116       | - 82       | 0            | 2              |

## Resultados
| 10 de agosto | Inglaterra | 36 - 7 | Estados Unidos |  |  |

| 10 de agosto | Francia | 17 - 17 | Sudáfrica |  |  |

| 13 de agosto | Canadá | 35 - 17 | Sudáfrica |  |  |

| 13 de agosto | Inglaterra | 43 - 8 | Francia |  |  |

| 16 de agosto | Canadá | 7 - 12 | Francia |  |  |

| 16 de agosto | Estados Unidos | 39 - 0 | Sudáfrica |  |  |

| 19 de agosto | Canadá | 10 - 15 | Estados Unidos |  |  |

| 19 de agosto | Inglaterra | 25 - 0 | Sudáfrica |  |  |

| 22 de agosto | Canadá | 0 - 22 | Inglaterra |  |  |

| 22 de agosto | Francia | 15 - 15 | Estados Unidos |  |  |

| Bandera de Inglaterra |
| Campeón Inglaterra    |